# Carl Norenberg
Carl Wilhelm Norenberg, född 28 september 1881 i Skara, död 14 oktober 1952 i Gävle, var en svensk företagare.
Carl Norenberg var son till källarmästaren Frans Wilhelm Norenberg. Han gick i läroverk i Skara och handelsskola Norrköping samt hade anställningar som handelsresande 1902–1917, från 1906 i kolonialvarufirman AB Ludv. Ericsson & co. i Gävle. Från 1918 var han chef och VD för firman, som under hans ledning utvidgades betydligt. Norenberg var en av de ledande inom svensk grosshandel; han var ordförande i Svenska kolonialgrossisters riksförbund 1937–1944 och en av initiativtagarna till de så kallade fristående grossisternas stora organisation, Aktiebolaget Svenska Kolonialgrossister (ASK), där han alltsedan tillkomsten 1937 var ordförande. Han var stadsfullmäktige i Gävle för högern från 1931, ledamot av Gävle handels- och sjöfartsnämnd från 1925 och ordförande i hamnstyrelsen från 1929. Dessutom var han medlem av Livsmedelskommissionens råd från 1939 samt ordförande i styrelsen för Livränte- och kapitalförsäkringsanstalten för Gävleborgs län från 1925 och i styrelsen för Skandinaviska bankens avdelningskontor i Gävle från 1919. Han var estnisk vicekonsul i Gävle 1922–1939. Norenberg är begravd på Gamla kyrkogården i Gävle.